# Dirección Nacional de Inteligencia (Colombia)
La Dirección Nacional de Inteligencia (DNI) es el organismo de inteligencia de Colombia. Fue creado en 2011 tras la disolución del Departamento Administrativo de Seguridad ordenada por el entonces presidente Juan Manuel Santos.

## Misión
Producir inteligencia estratégica y contrainteligencia en el ámbito nacional e internacional, desde una perspectiva civil y militar, orientada al cumplimiento de los intereses esenciales del Estado.

## Objetivo
La Dirección Nacional de Inteligencia tiene como objeto desarrollar actividades de inteligencia estratégica y contrainteligencia para proteger la nación y las personas residentes en Colombia, prevenir y contrarrestar amenazas internas o externas contra la vigencia del régimen democrático, el orden constitucional y legal, la seguridad y la defensa nacional, así como cumplir con los requerimientos que en materia de inteligencia le hagan el presidente de la República y el Alto Gobierno para el logro de los fines esenciales del Estado, de conformidad con la ley

## Estructura Organizacional
Para el cumplimiento de sus funciones, la Dirección Nacional de Inteligencia cuenta con la siguiente estructura:

### 1. Dirección General
1.1. Oficina de Planeación
1.2. Oficina Jurídica
1.3. Oficina de Control interno
1.4. Centro de Protección de Datos

### 3. Dirección de Inteligencia y Contrainteligencia
3.1. Subdirección de Operaciones
3.2. Subdirección de Producción de Inteligencia

### 6. Órganos de Asesoría y Coordinación
6.1. Comisión de Personal
6.2. Comité de Coordinación del Sistema de Control lnterno

## Dirección General
1. Servir como asesor del Presidente de la República y el Consejo de Seguridad Nacional en materia de inteligencia estratégica y contrainteligencia.
2. Coordinar el desarrollo de actividades de inteligencia estratégica y contrainteligencia para el cumplimiento del objeto misional de la entidad, de conformidad con los planes generales en materia de inteligencia y los requerimientos formulados por el presidente de la República de manera directa o por el Alto Gobierno a través del alto asesor para la Seguridad Nacional en calidad de secretario técnico del Consejo de Seguridad Nacional o quien haga sus veces.
3. Definir el plan estratégico de la Dirección Nacional de Inteligencia, los planes, programas y proyectos necesarios para dar cumplimiento a los objetivos de la entidad y asegurar su correcta ejecución.
4. Dirigir y coordinar la elaboración de estudios, análisis y documentos especializados, de acuerdo con los requerimientos hechos por el presidente de la República y el Alto Gobierno, en materia de inteligencia y contrainteligencia.
5. Implementar mecanismos de control, supervisión y transparencia  para el cumplimiento del objetivo de la Dirección Nacional de Inteligencia de conformidad con el régimen legal vigente. En particular, implementar los mecanismos para controlar que los procesos de planeación, recolección, procesamiento, análisis y difusión de la información se hagan de manera objetiva y garantizando la aplicación del artículo 3 del presente Decreto.
6. Suministrar el apoyo logístico, administrativo y de personal para el ejercicio de las funciones a cargo del inspector general y garantizar que el cumplimiento de sus funciones no se vea obstaculizado.
7. Crear y supervisar un sistema de autorización para el desarrollo de las actividades de inteligencia y contrainteligencia de acuerdo al marco legal vigente.
8. Formular el plan estratégico en materia de protección de la información que maneja la Dirección Nacional de Inteligencia, en particular en lo que se refiere a la protección de fuentes, datos y métodos e impartir los lineamientos para garantizar la protección de la reserva legal de la misma, de acuerdo con el marco legal vigente sobre la materia.
9. Ejercer la función de control disciplinario interno en los términos de la Ley 734 de 2002 o de las normas que la modifiquen.
10. Crear unidades en el territorio nacional para el desarrollo de actividades de inteligencia y contrainteligencia, de acuerdo a sus necesidades y al objetivo misional de la entidad.
11. Crear y organizar los comités, comisiones y grupos de trabajo, así como distribuir las funciones y competencias que la ley le asigne a la entidad en las diferentes dependencias.
12. Impulsar y gestionar procesos de cooperación y suscribir acuerdos internacionales en materia de inteligencia estratégica, en coordinación con las autoridades competentes y dentro del marco de los tratados internacionales vinculantes para Colombia y del respeto de la facultad del Presidente de la República de dirigir las relaciones internacionales, teniendo en cuenta las políticas de Gobierno y los objetivos misionales de la entidad.
13. Gestionar convenios con centros de investigación científica, universidades, centros de pensamiento en materia de doctrina sobre inteligencia y contrainteligencia, u otros temas relacionados con sus funciones.
14. Ejercer la facultad nominadora del personal de la Dirección Nacional de Inteligencia con excepción de las atribuidas a otras autoridades y dirigir la administración de personal conforme a las normas sobre la materia.
15. Ordenar el gasto y suscribir en nombre de la Nación, de conformidad con el marco legal vigente, los contratos relativos a asuntos propios de la entidad.
16. Gestionar la consecución de fuentes de financiación, presentar el anteproyecto de presupuesto y vigilar la ejecución del mismo.
17. Diseñar, mantener y mejorar el Sistema Integrado de Gestión.
18. Representar a la entidad judicial y extrajudicialmente y nombrar los apoderados especiales que demande la defensa de los intereses de la entidad.
19. Dirigir, orientar y coordinar la estrategia de comunicaciones interna y externa de la Dirección Nacional de Inteligencia.
20. Informar periódicamente al Consejo de Seguridad Nacional sobre el desarrollo institucional de la entidad, con el fin de garantizar la transparencia y estabilidad en su proceso de creación, fortalecimiento y profesionalización.
21. Desempeñar las demás funciones que la ley le confiera o le sean asignadas por el presidente de la República dentro del marco de la Constitución y la ley, en materia de inteligencia y contrainteligencia.

## Funciones
Corresponde a la Dirección Nacional de Inteligencia, dentro del marco legal que regula las actividades de inteligencia y contrainteligencia, ejercer las siguientes funciones: 
- 1. Desarrollar actividades de inteligencia estratégica y contrainteligencia bajo los principios de necesidad, idoneidad y proporcionalidad, en cumplimiento del marco legal y objetivo misional, con el fin de:

(a): Contrarrestar en el ámbito nacional o internacional las capacidades y actividades de personas, organizaciones o gobiernos extranjeros que puedan representar un riesgo o una amenaza para la seguridad nacional;
(b): Contrarrestar acciones de grupos armados al margen de la ley y actividades de terrorismo;
(c): Contribuir a la desarticulación de organizaciones de crimen organizado cuando representen amenazas contra la seguridad nacional;
(d): Contrarrestar actos que atenten gravemente contra la administración pública y proteger a las instituciones de nivel nacional y regional de la influencia de organizaciones criminales;
(e): Contribuir a la protección de recursos naturales, tecnológicos y económicos de la Nación, cuando su amenaza comprometa el orden público;
(f): Proteger a las instituciones públicas de actos de penetración, infiltración, espionaje, sabotaje u otras actividades de inteligencia desarrolladas por gobiernos extranjeros, organizaciones criminales u organizaciones armadas al margen de la ley;
(g): Responder a cualquier otro requerimiento de inteligencia del Presidente de la República y el Alto Gobierno, para el cumplimiento de los fines esenciales del Estado.
- 2. Adelantar acuerdos de cooperación internacional en temas relacionados con inteligencia y contrainteligencia, teniendo en cuenta las políticas de Gobierno y la normativa vigente, dentro del marco de los tratados internacionales vinculantes para Colombia y del respeto de la facultad del Presidente de la República de dirigir las relaciones internacionales.

- 3. Desarrollar sus actividades de inteligencia y contrainteligencia en cooperación con los demás organismos de inteligencia nacionales e internacionales, así como con otras entidades del Estado.

- 4. Las demás funciones relacionadas con las actividades de inteligencia y contrainteligencia que le sean asignadas por el presidente de la República de conformidad con la Constitución y la ley, siempre que se encuentren dentro del objeto señalado en el artículo 2 y cumplan con la condición de neutralidad del artículo 3 del presente Decreto.